# Vita Körös
Vita Körös (rumänska: Crișul Alb, ungerska: Fehér-Körös) är ett vattendrag i västra Rumänien och sydöstra Ungern, ett källflöde till Körös.